# Завоевание Ханаана
Завоевание Ханаана — библейский сюжет, описанный в Книге Иисуса Навина и Книге Судей. Сюжет описывает завоевание Ханаана — земли Израиля и Заиорданья — двенадцатью коленами Израилевыми после исхода из Египта. Последующий период, до строительства Храма Соломона, именуется эпохой судей. 
Основным источником сведений о завоевании Ханаана до сих пор остаётся Танах. В XX веке появились также другие источники: сведения из расшифрованных текстов соседних стран и результаты археологических раскопок.

## Историчность завоевания Ханаана Иисусом Навином
Судя по археологическим исследованиям, книга Иисуса Навина имеет мало исторической ценности. Археологический отчёт не подтверждает появление в Ханаане новой этнической группы, завоевание Ханаана этой группой и расселение израильтян, как описано в книге Иисуса Навина. Достоверность и интерпретации находок, связанных с заселением евреями Ханаана, является предметом научной дискуссии. Основной массив информации о миграциях кочевых племён, в предполагаемый период (1350-1200 годы до н. э.) содержится в древнеегипетских источниках.
Самые древние — обнаруженные здесь 250 еврейских поселений (причём не на разрушенных ханаанских городищах, как утверждается в книге Иисуса Навина, а на незаселённых прежде возвышенностях), возникли в нагорье в XIII веке до н. э., не имели укрепления и возникли на ранее не заселённых местах. Эти поселения связывают с появлением первых израильтян. Судя по археологическим данным и по типу строения поселений, первые израильтяне были кочевниками-скотоводами, которые из-за ухудшения экономики Ханаана в XIII веке до н. э. были вынуждены переместиться в нагорье, чтобы начать осёдлый образ жизни и выращивать зерно для себя. Таким образом, ранние израильтяне были местными кочевниками, которые постепенно становились фермерами.
Около 1200 до н.э. в Ханаане поселяются древнееврейские племена, почти одновременно на побережье появляются филистимляне.
Города Ханаана были неукреплёнными, не имея стен, которые могли бы пасть, хотя в Библии и описывается разрушение Иерихона, Лахиша, Мегиддо и др. Археологические данные показывают, что разрушения ханаанских городов не были связаны с наступлением единой военной кампании, оно произошло за промежуток времени более века. Среди возможных причин упоминают вторжение народов моря, социальный распад или гражданскую войну, но речь не идёт о единой военной силе. Первый этап, в результате которого еврейские племена расселились по стране, продлился несколько лет, однако окончательное завоевание продолжалось ещё два века.

### Миграции хабиру и шасу накануне завоевания
К XV в. до н. э. относятся первые сведения (преимущественно из Эль-Амарнских писем) о проникновении в Эрец-Исраэль полукочевых племен, обитавших в пограничных областях. Среди этих племен особой известностью пользовались хабиру (апиру), поставлявшие наемников для египетских гарнизонов и местных царей. Последние в своих бесконечных междоусобных войнах все более полагались на отряды хабиру. С XV в. до н. э. по XII в. до н. э. хабиру упоминаются в египетских документах как пленники из Сирии и Ханаана и как государственные рабы, занятые на тяжелых работах (в каменоломнях и рудниках, на транспортировке камня и т. п., а также в сельском хозяйстве). Активность хабиру сильно возрастает в время правления египетского фараона Эхнатона. Амарнский архив содержит письма египетских наместников и вассалов взывающих фараона о защите.
Происхождение хабиру точно не установлено, но их название не означает определение единого народа или племени. Хабиру не составляли единую этническую группу. В число хабиру входили как местное население Сирии и Ханаана, так и разноплеменные и разноязычные общины, которые не желали подчиняться власти Египетского царства и уходили в горы. Под этим именем также обозначали людей, которые враждовали с Египтом и подвластными ему местными властями. Ансон Рэйни полагает, что хабиру — обобщающий термин для бандитов, не связанных с конкретным народом. Он считает, что в документах Амарнского архива евреи упоминались под названием шасу.

### Египетские кампании в Ханаане накануне завоевания

#### Война Сети I
Период слабости Египта (после правления Эхнатона) дал смелость бедуинам шасу перейти восточную границу царства фараона, «дабы снискать себе и скоту своему пищу во владениях фараона». Сети I, часто подписывавшийся своим именем: Мернептах, вел большую войну с шасу, между 1314-1308 гг. до н. э., на большой территории Синайского полуострова и Ханаана. Война осложнилась тем, что кочевники заняли господствующие над долинами высоты («стали на хребтах сирийских», как говорит египетская надпись). Были взяты ряд крепостей Ханаана, египтяне побывали на восточном берегу Иордана и в горах Ливана.

#### Военные компании Рамзеса II
Видимо, в 4-й год правления Рамсес предпринял свой первый поход в Переднюю Азию, направленный на подчинение морского побережья Палестины и Финикии, в качестве необходимой предпосылки дальнейшего успешного ведения борьбы с хеттами. В ходе этого похода Рамсес взял город Берит и достиг реки Элевтерос (Эль-Кебира, «Собачьей реки»), где поставил свою памятную стелу.
По-видимому, в период борьбы Рамсеса в Сирии или несколько позже, произошли какие-то смуты в [Ханаане]. Недатированная сцена в Карнаке изображает подчинение города Аскалона. На 18-м году Рамсес вёл военные действия в районе города Бейт-Шеана. Между 11-м и 20-м годами своего правления Рамсес был занят укреплением египетского господства в Палестине. Недатированные военные кампании изображены на стенах Луксора, Карнака и Абидоса.
Среди рельефов Луксора упомянута военная кампания в регионе Моава; также известно, что Рамсес воевал с племенами шасу на юге Мёртвого моря в районе Сеира, позже переименованного в Эдом. На востоке от Геннисаретского озера Рамсес поставил плиту в ознаменование своего посещения этого района. Список Рамессеума упоминает Бет-Анат, Канах и Мером, города, которые библейской традицией размещаются в Галилее.

#### Стела Мернептаха
На 4-м году правления фараон Мернептах совершил поход в Ханаан с целью подавления начавшихся там восстаний. Стела Мернептаха сообщает - египетскими войсками успешно взяты Аскалон, Гезер и Иеноам, уничтожено семя израильтян. "Израиль"  в надписи, по мнению египтологов, означало группу людей, «народ», а не «страна» (что, возможно, является ошибкой писца), считается что в этот период израильтяне кочевали у границ Ханаана.
| T14 | A1 · B1 · Z2s |

Некоторые учёные, как Фрэнк Юрко и Майкл Хейзел, рассматривают шасу, упоминаемых на стеле Мернептаха, как отдельное от евреев племя, поскольку они носили другую одежду, имели другие причёски и вообще упоминаются египетскими писцами отдельно.

### Во время Бронзового коллапса
После смерти фараона Мернептаха, Египет вступил в период политической нестабильности, что привело к междоусобице и разорению страны, был утрачен контроль над провинциями, после смерти Таусерт наступила полная анархия. В это время, азиатскими владениями Египта, номинально подчиняющимися Египту правил Ирсу. 
На понимание обстановки того периода может пролить свет Папирус Харриса. В 1979 году египтолог Ганс Гёдике составил перевод папируса, основываясь на детальном анализе грамматики:

Земля Египетская была оставлена за границей, а каждый человек со своей верностью, у него не было главного говорящего [то есть фараона] много лет до других времён, когда земля Египетская была под вождями и городскими правителями — один был убит [фараон], его сменили негодные сановники [второй фараон]. Другой из семьи пришёл после него в пустые годы [третий фараон], когда Су, Хару с ними, вёл себя как вождь и заставил всю землю служить ему одному. Он присоединил своих подчинённых и расхитил их имущество, когда с богами обращались, как с людьми, и не совершались жертвоприношения в храмах.Оригинальный текст (англ.)The land belonging to Egypt was abandoned abroad and every man in his loyalty, he did not have a chief-spokesman [i.e. a pharaoh] for many years first until the times of others when the land belonging to Egypt was among chiefs and city-rulers — one was killed [the pharaoh], his replacement was a dignitary of wretches [a second pharaoh]. Another of the family happened after him in the empty years [a third pharaoh], when Su, a Kharu with them, acted as chief and he made the entire land serviceable to him alone. He joined his dependant in seizing their property, when the gods were treated just like men, as one did not perform offerings inside the temples.
Согласуясь с текстом, Гёдике предполагает, что Сети II не укрепил власть и контроль в регионе, Саптаха не уважали, а Таусерт заключила союз с Ирсу, который оставался де-факто правителем региона.

## В Библии
Во время блужданий Моисея по пустыне из Кадеса были отправлены в Ханаан лазутчики (Чис. 13:27), а в Идумею послы. Согласно Библии, царь Эдома отказался пропустить израильтян через свою землю (Чис. 20:14).

### Завоевание Трансиордании
Сорок лет спустя после исхода из Египта израильтяне обогнули с востока Моав и разбили в битве амореев. Согласно Библии, завоевание земли началось с войны с Сигоном, царем аморреев. Сигон, столицей которого был Есевон, владел Трансиорданией  от реки Арнон на юге до Яббока на севере, и от Иордана на западе до пустыни на востоке (Чис. 21:24), после чего израильтяне воевали с Огом, царем Васана, а затем завоевали Васан (Голанские высоты) и область Аргов (Чис. 21:21)(Втор. 20). После этой победы они вышли к берегу Иордана у горы Нево (Чис. 26:63, 33:48).
Колено Рувимово получило свой удел ещё при жизни Моисея в Заиорданье. Его ближайшим соседом было колено Гадово, которое, по-видимому, находилось в известной зависимости от Рувимова (ср. Чис. 2:10, 14) Их область лежала между речным потоком Яббоком (на севере) и потоком Арноном (на юге); на западе границу составляли северная половина Мёртвого моря и южная часть Иордана; на востоке — страна аммонитян и отчасти Сирийская пустыня. Удел собственно Рувимова колена простирался к югу до города Ароера, на правом берегу Арнона (ныне Chirbet Arair). Города Рувимова колена перечислены в Книге Чисел (Чис. 32:37—38), и полнее в Книге Иисуса Навина (Нав. 13:15 и сл.) три из них и ещё не упоминаемый в этих списках город-убежище Бецер были выделены для левитов из линии Мерари (Втор. 4:43)(Нав. 20:8, 21:36 и сл.)(1Пар. 6:63—64).
Здесь умер Моисей, назначив своим преемником Иисуса Навина. Согласно Библии, Иисус Навин вёл наступательную войну и, пользуясь раздробленностью местных ханаанских князей, за короткое время разбил их одного за другим (Нав. 9:9, 10). В заповедованных Богом евреям землях население городов «Хеттеев и Аморреев, и Хананеев, и Ферезеев, и Евеев, и Иевусеев» должно было подвергаться поголовному истреблению, включая женщин, стариков и детей, «дабы они не научили вас делать такие же мерзости, какие они делали для богов своих, и дабы вы не грешили пред Господом Богом вашим», однако книга Иисуса Навина рассказывает, как жители некоторых городов были оставлены в живых (Втор. 20:16-18)(Нав. 9:24—27) и как по окончании завоевания Ханаана Иисус Навин предостерегал израильтян от смешения с живущими среди них остатками местных народов (Нав. 23:12-14).

### Завоевание Иерихона, гор Гризим и Эйваль, союз с гаваонитянами
Прежде чем израильтяне перешли Иордан, Иисус Навин посылал двух лазутчиков осмотреть Обетованную землю и Иерихон (Нав. 2:1).
После переправы через Иордан израильтяне расположились лагерем, а оттуда народ во главе с Иисусом Навином отправился завоевывать Иерихон и реку Ай. Затем израильтяне наводнили горы Гризим и Эйваль. В то время, когда они удерживали их, был построен жертвенник на горе Эйваль. Израильтяне принесли на нем жертвы, и прочитали «все слова Торы, благословение и проклятие во всем, что написано в Книге Торы» как часть заключения второго завета с Богом после заключения завета на горе Синай.
После завоевания Иерихона и Эйваля гаваонитяне Гаваона, Кефира, Беерофа и Кириаф-Иарима заключили союз с Иисусом Навином, он приказал гаваонским евеям быть лесорубами и поставлять воду для храма Яхве (Нав. 9:21). после прибытия израильтян в города гаваонитян народ вернулся в стан израильтян (Нав. 1—8).

### Война против пяти аморрейских царей
Пять аморрейских царей, правивших северным Негевом, горами и низменностями от Иерусалима на юг (Адониседек - царь Иерусалима, Хохам - царь Хеврона, Фрам - царь Ярмута, Яфия - царь Лахиша, Двир - царь Аглона), пошли войной на Гаваон. Иисус Навин и его войско совершили ночной переход от лагеря до Гаваона, застали в расплох пятерых аморрейских царей, преследовали их от Бейт-Хорона до Азки, а затем захватили Македу, Лавану, Лахиш, Аглон, Хеврон и Двир, а также разбили армию царя Хорама из Гезера, когда тот пришел на помощь Лахишу.
После этого похода Иисус Навин со своими воинами вернулся в стан израильтян. При завоевании Ханаана Иисусом Навином коалиция местных царей, в числе которых был царь Иерусалима, была разгромлена в битве при Гаваоне, однако покорить горных иевусеев не удалось (Нав. 15:63).

### Война с царями Севера
После войны с пятью аморейскими царями, правившими южными горами, северным Негевом и низменностями, был сформирован северный союз царей во главе с Явином, царем Хацора, и с ним Иоваба, царем Мадона, царем Шимрона и царем Акшефа. Иисус Навин и его воины поднялись к водам Мерома, разбили армии северных царей, разрушили Хацор и захватили остальные территории.
Другие цари, которых Иисус Навин поразил согласно Песне 31 царей: Бейт-Эль, Гадер, Харма, Арад, Адлам, Тапуах, Хефер, Афек, Шарон, Таанах, Мегиддо, Кадеш, Йокнеам, Дор, Гоим, Тирза.

### Завоевания в эпоху судей
Моисей пообещал израильтянам привести их в землю ферезеев и амореев (Исх. 33—1).
Основатель Израильско-Иудейского царства Саул добился полного подчинения амореев успешно сражаясь с Моавом, Аммонитянами, Эдомом, Вефором, с царями Совы, Филистимлянами (1 Цар. 14:47). В Библии описывается массовая расправа евреев над евеями — это умервщление множества евеев во времена царя Саула (1 Цар. 22:18, 19), по-видимому, в наказание за обман Иисуса Навина.  Борьба Саула с филистимлянами кончилась страшной катастрофой при горе Гелвуй (1Цар. 31). Филистимляне подчинили всю землю израильскую; в отдельных городах сидели их губернаторы («нециб»). Сам царь Давид, окончательно освободивший страну от их ига, и сделавший филистимский Геф своим вассалом, начинал свою карьеру как вассал Анхуса (Ахиша), царя Гефа.
Конец существованию иевусеев не был положен и при царе Давиде, который взял штурмом иевусейскую крепость на горе Сион и перенес туда столицу своего государства назвав её Иерусалимом.

И пошёл Давид и весь Израиль к Иерусалиму, то есть к Иевусу. А там были Иевусеи, жители той земли. И сказали жители Иевуса Давиду: не войдешь сюда. Но Давид взял крепость Сион (1Пар. 11:4, 5)
Ферезеи обитали в холмистой местности Иудеи и Ефрема (Нав. 11:3, 17:14, 15), они были порабощены Соломоном (1 Цар. 9:21).